# Don't Phunk with My Heart
Don't Phunk with My Heart è un singolo del gruppo musicale statunitense The Black Eyed Peas, pubblicato il 12 aprile 2005 come primo estratto dal quarto album in studio Monkey Business.

## Descrizione
La canzone è stata scritta da will.i.am, Stacy Ferguson, P.Board, G.Pajon Jr, e Full Force, e prodotta da will.i.am. L'intero brano è costruito su un campionamento di Aye Naujawan Hai Sab Kuchch Yahan dal film del 1972 Apradh, in originale cantata dalla cantante Indiana Asha Bhosle, mentre l'introduzione proviene da Yeh Mera Dil (dal film del 1978 Don). Il video della canzone è una parodia di alcuni famosi programmi televisivi statunitensi. Il singolo ha ottenuto un ottimo successo in tutto il mondo, raggiungendo la top ten in tutti gli stati in cui è stato pubblicato.
Il significato del termine "phunk" è stato oggetto di dibattiti e polemiche, per via della sua somiglianza sonora col termine "fuck" ("fottere"). D'altro canto il termine "phunk" potrebbe avere anche il significato assolutamente non volgare di "funk". Per evitare problemi le radio americane hanno preferito trasmettere una versione editata del brano dal titolo Don't Mess with My Heart.
La canzone ha ricevuto due candidature ai Grammy Awards 2006, vincendo nella categoria Miglior performance rap di un gruppo.

## Tracce
1. Don't Phunk With My Heart
2. Don't Phunk With My Heart (Chicago House Remix)

## Classifiche
| Classifica (2005) | Posizione massima |
| ----------------- | ----------------- |
| Australia         | 1                 |
| Austria           | 5                 |
| Belgio (Fiandre)  | 4                 |
| Belgio (Vallonia) | 8                 |
| Danimarca         | 2                 |
| Finlandia         | 1                 |
| Francia           | 7                 |
| Italia            | 4                 |
| Norvegia          | 4                 |
| Nuova Zelanda     | 1                 |
| Paesi Bassi       | 2                 |
| Spagna            | 2                 |
| Stati Uniti       | 3                 |
| Svezia            | 6                 |
| Svizzera          | 3                 |